# Nationaal park Jamanxim
Het nationaal park Jamanxim (Portugees: Parque Nacional do Jamanxim)  is een nationaal park in de Braziliaanse deelstaat Pará, opgericht in 2006. Het gebied in Itaituba, Trairao en Altamira is 859.797 hectare groot en wordt beheerd door het Instituto Chico Mendes de Conservação da Biodiversidade (ICMBio).
Het park heeft als primaire doelstelling het behoud van natuurlijke ecosystemen van grote ecologische betekenis en landschappelijke schoonheid, het verrichten van wetenschappelijk onderzoek, educatie en ecotoerisme.

## Geografie
Het park beslaat delen van de stroomgebieden van de Tapajós en Xingu en ligt tussen de 200 en 400 meter hoog. Het regenwoud is de overheersende vegetatie. Er zijn tevens talloze bronnen.
De temperatuur in de regio heeft een jaarlijkse gemiddelde van 25-26 °C. De neerslag van ongeveer 2400 mm/jaar zorgt voor de hoge vochtigheid in de regio.

## Fauna en flora

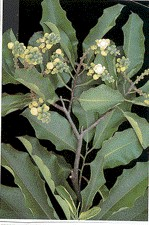
Paranoot (Bertholletia excelsa)

Er zijn 336 soorten bomen, zoals Bertholletia excelsa, Swietenia macrophylla, Virola surinamensis en Vouacapoua americana, waarvan een aantal door overexploitatie bedreigd zijn, Er zijn 343 vogelsoorten, 81 soorten amfibieën en reptielen, en 207 soorten vissen. Beschermde soorten zijn onder meer de jaguar en de reuzenotter.

## Toerisme
Het park kan worden bezocht door groepen met educatieve doelen.

## Problemen en bedreigingen
Een zeer groot probleem vormt de ontbossing. De lokale bevolking is vaak gekant tegen verdere regulering maar ook tegen exploitanten. Andere bedreigingen zijn mijnbouw en in mindere mate jacht en visserij. Toezicht en handhaving zijn niet goed geregeld.